# Seznam srbskih košarkarjev
Seznam srbskih košarkarjev.

## A
- Danilo Anđušić
- Nemanja Arnautović
- Ognjen Aškrabić
- Vule Avdalović (trener)
- Aleksa Avramović

## B
- Natalija Bacanović
- Boris Bakić
- Darko Balaban
- Boris Beravs
- Miroslav Berić
- Nemanja Bešović (Črnogorec)
- Stefan Birčević
- Nemanja Bjelica
- Dejan Bodiroga
- Bogdan Bogdanović
- Milivoje Božović (Črnogorec)

## C
- Aleksandar Cvetković
- Vladimir Cvetković
- Aleksandra Crvendakić

## Č
- Ognjen Čarapić (Črnogorec)
- Filip Čović
- Nikola Čvorović

## Ć
- Radisav Ćurčić

## D
- (Dražen Dalipagić)
- Predrag Danilović
- Cvetana Dekleva
- Ladislav Demšar
- Miloš Dimić
- Vlade Divac
- Strahinja Dragićević
- Tadija Dragičević
- Sreten Dragojlović
- Luka Drča
- Predrag Drobnjak
- Slobodan Dunđerski

## Đ
- Ilija Đoković
- Aleksandar Đorđević
- Bratislav Đorđević
- Nemanja Đurić
- Zorica Đurković

## E
- Lajoš Engler
- Zoran Erceg

## F
- Srđan Flajs (trener)

## G
- Đorđe Gagić
- Strahinja Gavrilović
- Aleksandar Saša Gec (tudi trener)
- Slobodan Gordić
- Goran Grbović
- Marko Gudurić
- Milan Gurović

## I
- Mile Ilić

## J
- Boban Janković
- Stavan Jelovac
- Marko Jarić
- Nikola Jokić
- Marko Jošilo
- Nikola Jović
- Stefan Jović

## K
- Srđan Kalember
- Nikola Kalinić
- Dragan Kapičić
- Raško Katić
- Dušan Katnić
- Dušan Kecman
- Dragan Kičanović
- (Igor Kokoškov)
- Balša Koprivica
- Radivoj Korać
- Dejan Koturović
- Milan Kovačević (košarkar)
- Nataša Kovačević
- Nemanja Krstić
- Nenad Krstić
- Ognjen Kuzmić

## L
- Branko Lazić
- Sava Lešić
- (Mileta Lisica)
- Vilmoš Loci
- Vladimir Lučić
- Dragan Lukovski

## M
- Milan Mačvan
- Dejan Majstorović
- Đorđe Majstorović
- Sanja Mandić
- Miško Marić
- Ivan Marinković
- Marko Marinović
- Boban Marjanović
- Nikola Marković
- Stefan Marković
- Milan Medić
- Đorđe Mićić
- Vasilije Micić
- Darko Miličić
- Dejan Milojević
- Đorđe Milošević
- Strahinja Milošević
- Dragan Milosavljević
- (Nikola Mirotić)

## N
- Nemanja Nedović
- Aleksandar "Aca" Nikolić (trener)
- Miodrag Nikolić
- Miroslav "Muta" Nikolić (trener)

## O
- Saša Obradović
- Željko Obradović

## P
- Žarko Paspalj
- Zoran Paunović
- Aleksandar Pavlović
- Pajo (Pavle) Pavlović (delno slov. rodu)
- Miroslav Pecarski
- Boban Petrović (1957-2021)
- Kosta Perović
- Nikola Pešaković
- Arsenije Pešić
- Svetislav Pešić
- Nebojša Popović
- Stefan Pot
- Branislav Prelević

## R
- Ivan Radenović
- Vuk Radivojević
- Vladimir Radmanović
- Marko Radovanović
- Ratko Radovanović
- Zoran Radović
- Trajko Rajković
- Igor Rakočević
- Željko Rebrača
- Dušan Ristić

## S
- Duško Savanović
- Zoran Savić
- Milenko Savović
- Predrag Savović
- Stefan Sinovec
- Zoran Slavnić
- Alen Smailagić
- Ivan Smiljanić
- Zoran Sretenović
- Borislav Stanković (1925-2020)
- Dragana Stanković
- Strahinja Stojačić
- Predrag Stojaković
- Stanka Stošić
- Vujadin Subotić

## Š
- Vladimir Štimac

## T
- Lazar Tanasijević
- Dragan Tarlać
- Miloš Teodosić
- Milenko Tepić
- Dragan Todorić
- Nemanja Todorović
- Dejan Tomašević
- Kristina Topuzović
- Tristan Tsalikis Vukčević
- Dimitrios Tsaldaris
- Milan Tomić
- Uroš Trifunović
- Uroš Tripković

## V
- Ratko Varda
- Novica Veličković
- Katarina Vučković
- Jadran Vujačić
- Miloš Vujanić
- Tristan (Tsalikis) Vukčević
- Vladan Vukosavljević
- Bojana Vulić

## Ž
- Ranko Žeravica (trener)
- Rajko Žižić